# 張淯茜
張淯茜（1983年1月16日—）是一位加拿大华裔艺人，生於台灣，2002年後返回台灣發展演藝事業。

## 生平
父親張維綱和母親蕭惠皆為演藝人員。張淯茜在小學畢業前夕前往澳洲唸書，后移民加拿大。加拿大就學期間，張淯茜參加1999年的溫哥華東方美少女比赛并獲選亞軍，次年又參加2000年溫哥華華裔小姐獲得季軍以及最受觀眾歡迎佳麗。2001年前往美國拉斯維加斯参加歌唱比賽榮獲亞軍。2002年回到台灣，並於2003年以偶像團體《One Fifth》五分之一發行同名專輯出道。胞妹張淯詞亦為演員。

## 所获奖项
- 1999年，溫哥華東方美少女亞軍。
- 2000年，溫哥華華裔小姐季軍。
- 2001年，美國拉斯維加斯Start search歌唱比賽亞軍。

## 作品
- 戲劇 民視台灣奇案-府城姻緣天註定 飾 阿如
- 戲劇 民視台灣奇案-諸羅蘭潭土菩薩 飾 林寶珠
- 戲劇 民視台灣奇案-彰化大庄黑米 飾 陳秀桃
- 戲劇 民視台灣奇案-彰化芳苑浮壁觀音 飾 洪玉蘭
- 戲劇 民視台灣奇案-彰化芳苑火燒罟寮 飾 洪玉蘭
- 戲劇 民視台灣奇案-宜蘭過嶺踏起金輦 飾 阿蘭
- 2002年，戲劇 民視世間路。
- 2003年，唱片 五分之一。
- 2003年，主持 TV大賤客。
- 2004年，主持 娛樂大網咖。
- 2004年，主持 綜藝康康come。
- 2004年，戲劇 中視愛情風暴美麗99 飾 王天韻。
- 2005年，戲劇 華視舊情綿綿 飾 顏麗貞&顏世芬。
- 2006年，戲劇 華視天長地久 飾 林月里。
- 2006年，戲劇 三立台灣台金色摩天輪 飾 瑪雅。
- 2006年，戲劇 民視成人劇場《錯愛》[3] 飾 劉玉蘋。

## 感情生活
丈夫楊宏為商業機構高管，育有一子一女。